# Караимовка
Караимовка (укр. Караїмівка) — село в Староконстантиновском районе Хмельницкой области Украины.
Население по переписи 2001 года составляло 48 человек. Почтовый индекс — 31152. Телефонный код — 3854. Занимает площадь 0,26 км². Код КОАТУУ — 6824281704.

## Местный совет
31152, Хмельницкая обл., Староконстантиновский р-н, с. Веснянка